# Karlsruher Sport-Club Mühlburg-Phönix 1965-1966
Questa voce raccoglie le informazioni riguardanti il Karlsruhe nelle competizioni ufficiali della stagione 1965-1966.

## Stagione
Nella stagione 1965-1966 il Karlsruhe, allenato da Helmut Schneider e Werner Roth, concluse il campionato di Bundesliga al 16º posto. In Coppa di Germania il Karlsruhe fu eliminato ai quarti di finale dal Meidericher.

## Rosa
| N. |                     | Ruolo | Calciatore         |
| -- | ------------------- | ----- | ------------------ |
|    | Germania (bandiera) | P     | Siegfried Kessler  |
|    | Germania (bandiera) | P     | Manfred Paul       |
|    | Germania (bandiera) | P     | Erich Wolf         |
|    | Germania (bandiera) | D     | Eugen Ehmann       |
|    | Germania (bandiera) | D     | Manfred Hotz       |
|    | Germania (bandiera) | D     | Helmut Kafka       |
|    | Germania (bandiera) | D     | Peter Koßmann      |
|    | Germania (bandiera) | D     | Walter Rauh        |
|    | Germania (bandiera) | D     | Willi Rihm         |
|    | Germania (bandiera) | D     | Dieter Röser       |
|    | Germania (bandiera) | D     | Horst Saida        |
|    | Germania (bandiera) | D     | Gustav Witlatschil |
|    | Germania (bandiera) | C     | Heinz Crawatzo     |
|    | Germania (bandiera) | C     | Arthur Dobat       |

| N. |                     | Ruolo | Calciatore           |
| -- | ------------------- | ----- | -------------------- |
|    | Germania (bandiera) | C     | Jupp Marx            |
|    | Germania (bandiera) | C     | Ernst Röhrig         |
|    | Germania (bandiera) | C     | Jochen Roos          |
|    | Germania (bandiera) | C     | Horst Wild           |
|    | Germania (bandiera) | A     | Horst-Dieter Berking |
|    | Germania (bandiera) | A     | Hans Cieslarczyk     |
|    | Germania (bandiera) | A     | Willi Dürrschnabel   |
|    | Germania (bandiera) | A     | Udo Glaser           |
|    | Germania (bandiera) | A     | Gerhard Kentschke    |
|    | Germania (bandiera) | A     | Hans-Peter Lamparth  |
|    | Germania (bandiera) | A     | Hartmann Madl        |
|    | Germania (bandiera) | A     | Erwin Metzger        |
|    | Germania (bandiera) | A     | Reinhold Wischnowsky |
|    | Germania (bandiera) | A     | Klaus Zaczyk         |

## Organigramma societario
Area tecnica
- Allenatore: Werner Roth
- Allenatore in seconda: Heinz Ruppenstein
- Preparatore dei portieri:
- Preparatori atletici:

## Calciomercato

### Sessione estiva
| Acquisti | Acquisti       | Acquisti         | Acquisti |
| R.       | Nome           | da               | Modalità |
| -------- | -------------- | ---------------- | -------- |
| C        | Heinz Crawatzo | Schalke 04       |          |
| D        | Eugen Ehmann   | Karlsruhe II     |          |
| D        | Helmut Kafka   | Arminia Hannover |          |

| Cessioni | Cessioni              | Cessioni        | Cessioni |
| R.       | Nome                  | a               | Modalità |
| -------- | --------------------- | --------------- | -------- |
| A        | Otto Geisert          | Kaiserslautern  |          |
| A        | Klaus-Peter Jendrosch | Freiburger      |          |
| D        | Rolf Kahn             | Phönix Bellheim |          |
| D        | Dieter Klaußner       | Phönix Bellheim |          |
| A        | Siegfried Stark       | Bayern Hof      |          |

## Risultati

### Bundesliga

#### Girone di andata
| Arbitro: | Thier |

|                 |           |  |
| Usbeck 66’, 78’ | Marcatori |  |

| Gelsenkirchen 21 agosto 1965, ore 16:00 CET 2ª giornata | Schalke 04  | 0 – 0 referto | Karlsruhe | Glückauf-Kampfbahn (37 000 spett.)\| Arbitro: \| Gusenburger \| |
| Arbitro:                                                | Gusenburger |               |           |                                                                 |

| Arbitro: | Spinnler |

|                                        |           |                           |
| Witlatschil 42’ (rig.), 58’ Zaczyk 80’ | Marcatori | 1’, 77’ Heynckes 30’ Rupp |

| Arbitro: | Schulenburg |

|                                       |           |          |
| Emmerich 25’, 86’ Weber 38’ Wosab 74’ | Marcatori | 45’ Wild |

| Arbitro: | Fork |

|                 |           |                                         |
| Wischnowsky 41’ | Marcatori | 1’ Wulf 19’, 85’ Pohlschmidt 82’ Seeler |

| Arbitro: | Malka |

|                                                                     |           |                  |
| Beckenbauer 8’ Müller 16’ Brenninger 58’ Ohlhauser 64’ Nafziger 75’ | Marcatori | 40’ Dürrschnabel |

| Arbitro: | Biwersi |

|          |           |                      |
| Dobat 7’ | Marcatori | 73’ Strehl 84’ Greif |

| Arbitro: | Hennig |

|                                                                       |           |                            |
| Bandura 3’ Siemensmeyer 14’ Rodekamp 27’ Heiser 68’ Laszig 77’ (rig.) | Marcatori | 67’ Dürrschnabel 87’ Dobat |

| Arbitro: | Schmidt |

|           |           |  |
| Dobat 55’ | Marcatori |  |

| Arbitro: | Reil |

|                    |           |  |
| Sieloff 53’ (rig.) | Marcatori |  |

| Arbitro: | Ohmsen |

|  |           |                              |
|  | Marcatori | 2’, 46’ Rühl 28’, 48’ Krämer |

| Arbitro: | Herden |

|                       |           |  |
| Thielen 78’ Sturm 79’ | Marcatori |  |

| Arbitro: | Hoffmann |

|                              |           |               |
| Wild 9’, 22’ Cieslarczyk 61’ | Marcatori | 7’, 13’ Hänel |

| Arbitro: | Schreiner |

|                           |           |  |
| Luttrop 20’ Konietzka 58’ | Marcatori |  |

| Arbitro: | Lutz |

|                                            |           |  |
| Wild 32’ Dürrschnabel 77’, 82’ Berking 86’ | Marcatori |  |

| Arbitro: | Malka |

|                     |           |  |
| Maas 61’ Krause 63’ | Marcatori |  |

| Arbitro: | Baumgärtel |

|             |           |            |
| Berking 54’ | Marcatori | 10’ Simmet |

#### Girone di ritorno
| Arbitro: | Hennig |

|                             |           |  |
| Kentschke 7’ Dobat 17’, 27’ | Marcatori |  |

| Arbitro: | Fritz |

|          |           |  |
| Wild 20’ | Marcatori |  |

| Arbitro: | Schulenburg |

|            |           |               |
| Laumen 61’ | Marcatori | 11’ Kentschke |

| Karlsruhe 5 febbraio 1966, ore 15:00 CET 21ª giornata | Karlsruhe | 0 – 0 referto | Borussia Dortmund | Wildparkstadion (50 000 spett.)\| Arbitro: \| Herden \| |
| Arbitro:                                              | Herden    |               |                   |                                                         |

| Arbitro: | Siepe |

|                                                                           |           |  |
| Krug 2’, 52’ Pohlschmidt 4’, 44’, 68’, 70’ (rig.) Dörfel 36’ Peltonen 55’ | Marcatori |  |

| Arbitro: | Seekamp |

|                 |           |  |
| Wild 72’ (rig.) | Marcatori |  |

| Arbitro: | Schreiner |

|                                  |           |  |
| Flachenecker 28’, 67’ Strehl 52’ | Marcatori |  |

| Arbitro: | Schmidt |

|          |           |  |
| Wild 35’ | Marcatori |  |

| Arbitro: | Ohmsen |

|             |           |  |
| Geisert 24’ | Marcatori |  |

| Arbitro: | Riegg |

|                          |           |  |
| Berking 9’ Wild 76’, 80’ | Marcatori |  |

| Arbitro: | Seekamp |

|                                                                     |           |                             |
| Rühl 14’ Krämer 42’, 49’, 63’ Gecks 43’, 48’, 58’ Nolden 86’ (rig.) | Marcatori | 16’ Cieslarczyk 35’ Berking |

| Arbitro: | Horstmann |

|                    |           |            |
| Wild 25’ Dobat 38’ | Marcatori | 82’ Müller |

| Arbitro: | Weyland |

|                               |           |           |
| Danielsen 40’ Schütz 60’, 73’ | Marcatori | 41’ Dobat |

| Arbitro: | Fritz |

|               |           |             |
| Kentschke 19’ | Marcatori | 53’ Grosser |

| Arbitro: | Herden |

|            |           |  |
| Blusch 38’ | Marcatori |  |

| Arbitro: | Baumgärtel |

|          |           |                                    |
| Wild 88’ | Marcatori | 9’, 75’ Ulsaß 62’ Maas 65’ Schmidt |

| Arbitro: | Weyland |

|           |           |  |
| Kuntz 17’ | Marcatori |  |

### Coppa di Germania
| Arbitro: | Spinnler |

|                          |           |  |
| Berking 5’, 34’ Madl 21’ | Marcatori |  |

| Arbitro: | Conrad |

|                 |           |                             |
| Haas 31’ (rig.) | Marcatori | 14’ Wild 44’, 64’ Kentschke |

| Arbitro: | Ott |

|                   |           |  |
| Nolden 24’ (rig.) | Marcatori |  |

## Statistiche

### Statistiche di squadra
| Competizione      | Punti | In casa | In casa | In casa | In casa | In casa | In casa | In trasferta | In trasferta | In trasferta | In trasferta | In trasferta | In trasferta | Totale | Totale | Totale | Totale | Totale | Totale | DR  |
| Competizione      | Punti | G       | V       | N       | P       | Gf      | Gs      | G            | V            | N            | P            | Gf           | Gs           | G      | V      | N      | P      | Gf     | Gs     | DR  |
| ----------------- | ----- | ------- | ------- | ------- | ------- | ------- | ------- | ------------ | ------------ | ------------ | ------------ | ------------ | ------------ | ------ | ------ | ------ | ------ | ------ | ------ | --- |
| Bundesliga        | 24    | 17      | 9       | 4       | 4       | 27      | 22      | 17           | 0            | 2            | 15           | 8            | 49           | 34     | 9      | 6      | 19     | 35     | 71     | -36 |
| Coppa di Germania | -     | 1       | 1       | 0       | 0       | 3       | 0       | 2            | 1            | 0            | 1            | 3            | 2            | 3      | 2      | 0      | 1      | 6      | 2      | +4  |
| Totale            | 24    | 18      | 10      | 4       | 4       | 30      | 22      | 19           | 1            | 2            | 16           | 11           | 51           | 37     | 11     | 6      | 20     | 41     | 73     | -32 |

### Andamento in campionato
| Giornata  | 1  | 2  | 3  | 4  | 5  | 6  | 7  | 8  | 9  | 10 | 11 | 12 | 13 | 14 | 15 | 16 | 17 | 18 | 19 | 20 | 21 | 22 | 23 | 24 | 25 | 26 | 27 | 28 | 29 | 30 | 31 | 32 | 33 | 34 |
| --------- | -- | -- | -- | -- | -- | -- | -- | -- | -- | -- | -- | -- | -- | -- | -- | -- | -- | -- | -- | -- | -- | -- | -- | -- | -- | -- | -- | -- | -- | -- | -- | -- | -- | -- |
| Luogo     | T  | T  | C  | T  | C  | T  | C  | T  | C  | T  | C  | T  | C  | T  | C  | T  | C  | C  | C  | T  | C  | T  | C  | T  | C  | T  | C  | T  | C  | T  | C  | T  | C  | T  |
| Risultato | P  | N  | N  | P  | P  | P  | P  | P  | V  | P  | P  | P  | V  | P  | V  | P  | N  | V  | V  | N  | N  | P  | V  | P  | V  | P  | V  | P  | V  | P  | N  | P  | P  | P  |
| Posizione | 16 | 16 | 15 | 15 | 17 | 17 | 17 | 18 | 16 | 16 | 16 | 16 | 16 | 16 | 16 | 17 | 17 | 16 | 16 | 16 | 15 | 16 | 16 | 15 | 15 | 15 | 15 | 15 | 14 | 14 | 14 | 16 | 16 | 16 |

Legenda:

Luogo: C = Casa; T = Trasferta. Risultato: V = Vittoria; N = Pareggio; P = Sconfitta.

### Statistiche dei giocatori
| Giocatore       | Bundesliga | Bundesliga | Bundesliga  | Bundesliga | Coppa di Germania | Coppa di Germania | Coppa di Germania | Coppa di Germania | Totale   | Totale | Totale      | Totale     |
| Giocatore       | Presenze   | Reti       | Ammonizioni | Espulsioni | Presenze          | Reti              | Ammonizioni       | Espulsioni        | Presenze | Reti   | Ammonizioni | Espulsioni |
| --------------- | ---------- | ---------- | ----------- | ---------- | ----------------- | ----------------- | ----------------- | ----------------- | -------- | ------ | ----------- | ---------- |
| H. Berking      | 29         | 4          | 0           | 0          | 3                 | 2                 | 0                 | 0                 | 32       | 6      | 0           | 0          |
| H. Cieslarczyk  | 21         | 2          | 0           | 0          | 1                 | 0                 | 0                 | 0                 | 22       | 2      | 0           | 0          |
| H. Crawatzo     | 17         | 0          | 0           | 0          | 1                 | 0                 | 0                 | 0                 | 18       | 0      | 0           | 0          |
| A. Dobat        | 27         | 7          | 0           | 0          | 3                 | 0                 | 0                 | 0                 | 30       | 7      | 0           | 0          |
| W. Dürrschnabel | 28         | 4          | 0           | 0          | 3                 | 0                 | 0                 | 0                 | 31       | 4      | 0           | 0          |
| E. Ehmann       | 1          | 0          | 0           | 0          | 1                 | 0                 | 0                 | 0                 | 2        | 0      | 0           | 0          |
| U. Glaser       | 1          | 0          | 0           | 0          | 0                 | 0                 | 0                 | 0                 | 1        | 0      | 0           | 0          |
| M. Hotz         | 0          | 0          | 0           | 0          | 0                 | 0                 | 0                 | 0                 | 0        | 0      | 0           | 0          |
| H. Kafka        | 24         | 0          | 0           | 0          | 1                 | 0                 | 0                 | 0                 | 25       | 0      | 0           | 0          |
| G. Kentschke    | 24         | 3          | 0           | 0          | 2                 | 2                 | 0                 | 0                 | 26       | 5      | 0           | 0          |
| S. Kessler      | 6          | 0          | 0           | 0          | 1                 | 0                 | 0                 | 0                 | 7        | 0      | 0           | 0          |
| P. Koßmann      | 8          | 0          | 0           | 0          | 2                 | 0                 | 0                 | 0                 | 10       | 0      | 0           | 0          |
| H. Lamparth     | 1          | 0          | 0           | 0          | 0                 | 0                 | 0                 | 0                 | 1        | 0      | 0           | 0          |
| H. Madl         | 8          | 0          | 0           | 0          | 1                 | 1                 | 0                 | 0                 | 9        | 1      | 0           | 0          |
| J. Marx         | 25         | 0          | 0           | 0          | 3                 | 0                 | 0                 | 0                 | 28       | 0      | 0           | 0          |
| E. Metzger      | 0          | 0          | 0           | 0          | 0                 | 0                 | 0                 | 0                 | 0        | 0      | 0           | 0          |
| M. Paul         | 21         | 0          | 0           | 0          | 0                 | 0                 | 0                 | 0                 | 21       | 0      | 0           | 0          |
| W. Rauh         | 28         | 0          | 0           | 0          | 2                 | 0                 | 0                 | 0                 | 30       | 0      | 0           | 0          |
| W. Rihm         | 10         | 0          | 0           | 0          | 0                 | 0                 | 0                 | 0                 | 10       | 0      | 0           | 0          |
| J. Roos         | 0          | 0          | 0           | 0          | 0                 | 0                 | 0                 | 0                 | 0        | 0      | 0           | 0          |
| E. Röhrig       | 0          | 0          | 0           | 0          | 0                 | 0                 | 0                 | 0                 | 0        | 0      | 0           | 0          |
| D. Röser        | 0          | 0          | 0           | 0          | 0                 | 0                 | 0                 | 0                 | 0        | 0      | 0           | 0          |
| H. Saida        | 16         | 0          | 0           | 0          | 0                 | 0                 | 0                 | 0                 | 16       | 0      | 0           | 0          |
| H. Wild         | 28         | 11         | 0           | 0          | 3                 | 1                 | 0                 | 0                 | 31       | 12     | 0           | 0          |
| R. Wischnowsky  | 6          | 1          | 0           | 0          | 1                 | 0                 | 0                 | 0                 | 7        | 1      | 0           | 0          |
| G. Witlatschil  | 18         | 2          | 0           | 0          | 1                 | 0                 | 0                 | 0                 | 19       | 2      | 0           | 0          |
| E. Wolf         | 7          | 0          | 0           | 0          | 2                 | 0                 | 0                 | 0                 | 9        | 0      | 0           | 0          |
| K. Zaczyk       | 20         | 1          | 0           | 0          | 2                 | 0                 | 0                 | 0                 | 22       | 1      | 0           | 0          |